# Acanthochitona pelicanensis
Acanthochitona pelicanensis is een keverslakkensoort uit de familie van de Acanthochitonidae. De wetenschappelijke naam van de soort is voor het eerst geldig gepubliceerd in 1929 door Mackay.